# Multifractal system
Multifractal system là tổng quát của một hệ fractal trong đó một số mũ đơn (thứ nguyên của fractal) không đủ để mô tả động lực của nó; thay vào đó, một phổ liên tục của số mũ (phổ điểm kỳ dị) là cần thiết.